# Kabinett Magnago IV
Das Kabinett Magnago IV war die VII. Südtiroler Landesregierung. Das Kabinett war vom 15. März 1974 bis zum 10. April 1979 im Amt. Gewählt wurde es vom Südtiroler Landtag in seiner Zusammensetzung nach den Wahlen 1973.

## Zusammensetzung
| Name                 | Amt                           | Partei                      | Sprachgruppe |
| -------------------- | ----------------------------- | --------------------------- | ------------ |
| Silvius Magnago      | Landeshauptmann               | SVP                         | deutsch      |
| Alfons Benedikter    | Landeshauptmannstellvertreter | SVP                         | deutsch      |
| Valentino Pasqualin  | Landeshauptmannstellvertreter | Democrazia Cristiana        | italienisch  |
| Joachim Dalsass      | Landesrat (1)                 | SVP                         | deutsch      |
| Waltraud Gebert-Deeg | Landesrätin                   | SVP                         | deutsch      |
| Gaetano Marcon       | Landesrat (2)                 | Democrazia Cristiana        | italienisch  |
| Giorgio Pasquali     | Landesrat                     | Democrazia Cristiana        | italienisch  |
| Hans Rubner          | Landesrat                     | SVP                         | deutsch      |
| Giuseppe Sfondrini   | Landesrat (2)                 | Partito Socialista Italiano | italienisch  |
| Franz Spögler        | Landesrat                     | SVP                         | deutsch      |
| Anton Zelger         | Landesrat                     | SVP                         | deutsch      |
| Sepp Mayr            | Ersatzlandesrat               | SVP                         | deutsch      |
| Karl Oberhauser      | Ersatzlandesrat               | SVP                         | deutsch      |
| Fabio Rella          | Ersatzlandesrat               | Democrazia Cristiana        | italienisch  |

(1) Joachim Dalsass war lediglich bis zum 14. Dezember 1978 Landesrat, um anschließend als Landtagspräsident zu fungieren.

(2) Gaetano Marcon ersetzte am 28. Juli 1976 Giuseppe Sfondrini nach dem Austritt der PSI aus der Landesregierung.